# 106 Herculis
Désignations
106 Herculis (en abrégé 106 Her) est une étoile variable de la constellation boréale d'Hercule. Elle est visible à l'œil nu avec une magnitude apparente de 4,96. D'après la mesure de sa parallaxe annuelle par le satellite Gaia, l'étoile est distante d'environ ∼ 391 a.l. (∼ 120 pc) de la Terre. Elle se rapproche du Système solaire à une vitesse radiale de −35 km/s.
Eggleton et Tokovinin (2008) répertorient 106 Herculis comme une étoile binaire suspectée qui serait constituée de deux composantes à peu près égales. Elle apparaît comme une géante rouge évoluée de type spectral M0III. C'est une étoile variable semi-régulière suspectée avec une variation d'une très faible amplitude et d'une période de 40 jours ou plus. Le rayon de l'étoile est environ 44 fois plus grand que le rayon solaire, elle est autour de 414 fois plus lumineuse que le Soleil et sa température de surface est de 3 789 K.